# Daniel Scioli
Daniel Osvaldo Scioli (Buenos Aires, 13 de janeiro de 1957) é um político, esportista e empresário argentino. Foi vice-presidente da Argentina entre 2003 e 2007 e foi governador da província de Buenos Aires entre 2007 e 2015.

## Biografia
Scioli iniciou sua carreira política a partir do esporte, e desempenhou funções públicas durante quase duas décadas. É nacionalmente conhecido como piloto de corridas de barco. Em 4 de dezembro de 1989, Scioli perdeu o braço direito num grave acidente, durante uma competição de lanchas de alta velocidade no rio Paraná, próximo a Ramallo, no norte da província de Buenos Aires. A lancha onde estavam Scioli e seu copiloto chocou-se com uma onda gerada por um navio petroleiro a 160 km/h, com o barco virando e os dois sendo arremessados para fora, tendo Scioli seu braço arrancado pela hélice da própria embarcação. Na política, foi tutorado de Carlos Menem, um peronista liberal, e, com a ajuda deste, foi eleito deputado nacional nas eleições de 1997. Durante o governo provisório de Eduardo Duhalde, foi nomeado Secretário do Turismo do país.
Em 2003, Scioli foi eleito vice-presidente da Argentina na coligação do Presidente Néstor Kirchner, tendo assumido o cargo em 25 de maio daquele ano. Após assumir o cargo, manteve relações tensas com Cristina Kirchner, embora tenha evitado confrontos públicos. Após algumas desavenças, aceitou o convite do casal para concorrer ao cargo de governador da província de Buenos Aires, sendo eleito em 2007. Com sua expressiva reeleição em 2011, tornou-se o candidato natural à sucessão da presidente.
Em 2015, foi candidato à presidência na Argentina pela coligação governista Frente para la Victoria, apoiado pela presidente Cristina Fernández de Kirchner, que escolheu o nome de seu vice na chapa, o kirchnerista Carlos Zannini. Scioli venceu o primeiro turno com 36.86% contra 34.33% de Mauricio Macri, do PRO. Como não obteve 45% dos votos, tampouco 10% de votos a mais que o segundo colocado, a eleição pela presidência argentina foi levada ao segundo turno pela primeira vez. No segundo turno, Scioli perde para Macri, ficando com 48,66% dos votos válidos no total.
Em 2019, após a vitória de Alberto Fernández nas eleições presidenciais argentinas, foi designado para atuar como embaixador da Argentina no Brasil.
Em 2024, anunciou que deixaria de ser o embaixador da Argentina no Brasil, para se tornar o secretário de Turismo, Ambiente e Esportes do Ministério do Interior do governo do presidente argentino Javier Milei.  